# Llano Grande, Hidalgo
Llano Grande är en ort i Mexiko.   Den ligger i kommunen Huasca de Ocampo och delstaten Hidalgo, i den sydöstra delen av landet, 100 km nordost om huvudstaden Mexico City. Llano Grande ligger 2 204 meter över havet och antalet invånare är 168.
Terrängen runt Llano Grande är huvudsakligen kuperad, men åt nordost är den platt. Runt Llano Grande är det ganska tätbefolkat, med 93 invånare per kvadratkilometer. Närmaste större samhälle är Pachuca de Soto, 18,9 km väster om Llano Grande. I omgivningarna runt Llano Grande växer i huvudsak blandskog.